# Congrès pour la démocratie et le progrès
| Congrès pour la démocratie et le progrès | Congrès pour la démocratie et le progrès              |
| ---------------------------------------- | ----------------------------------------------------- |
| Gründungsdatum:                          | 1987 bzw. 1996                                        |
| Gründungsort:                            | Ouagadougou                                           |
| Parteivorsitzender:                      | Eddie Komboïgo                                        |
| Ausrichtung:                             | Sozialdemokratie (gegenwärtig) Marxismus (historisch) |

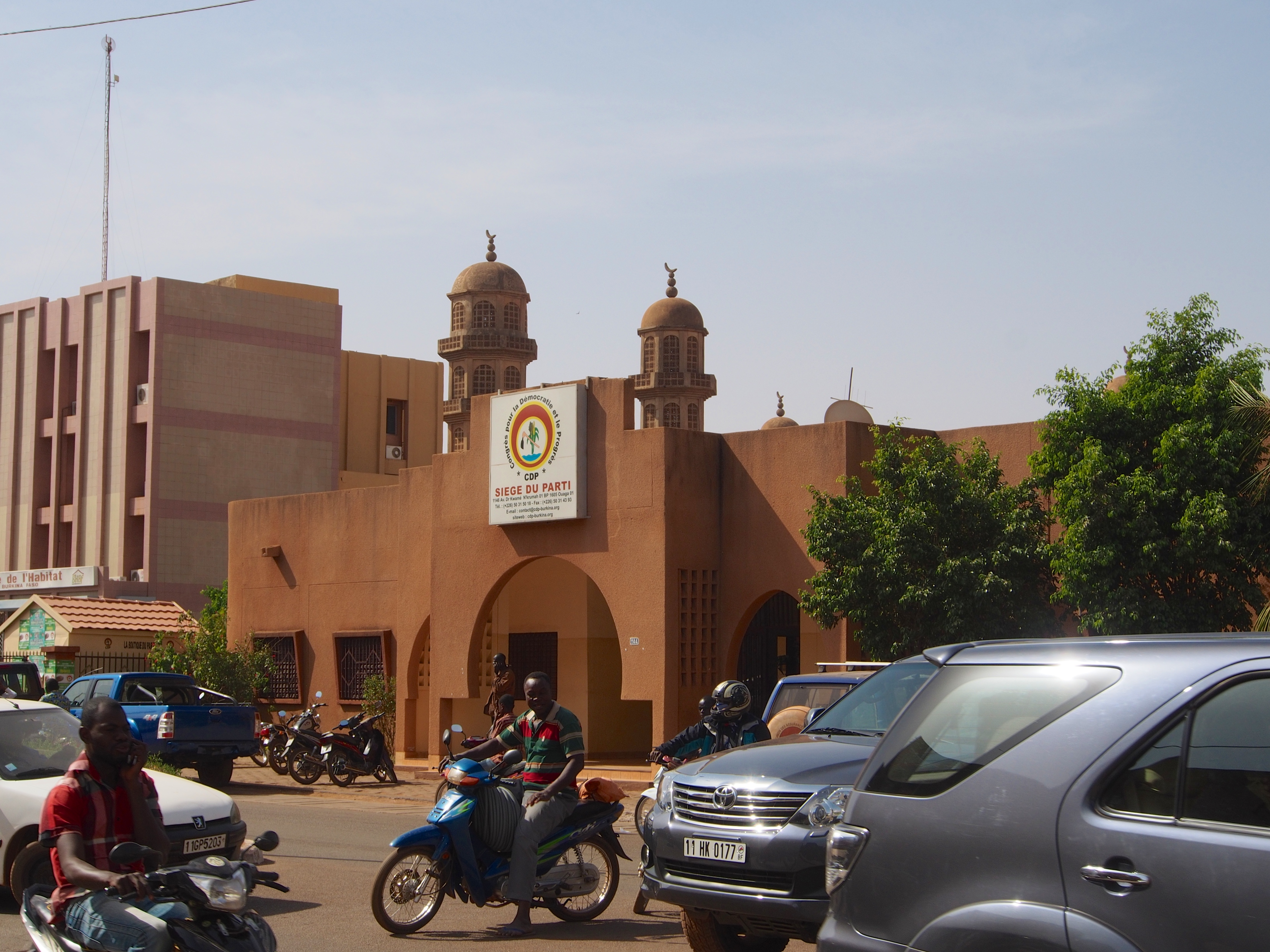
Sitz des CDP in Ouagadougou

Der Congrès pour la démocratie et le progrès (CDP) ist eine Partei aus Burkina Faso. Von 1987 bis 2014 war er die dominierende Partei des westafrikanischen Landes. Ursprünglich marxistisch ausgerichtet, bezeichnete der CDP sich später als sozialdemokratisch.

## Geschichte
Der CDP wurde im Oktober 1987 nach dem Putsch gegen Sankara unter dem Namen Organisation pour la démocratie populaire-Mouvement du travail, ODP/MT, vom neuen Präsidenten Blaise Compaoré gegründet. Noch im gleichen Jahr fusionierte sie mit zwölf kleineren Parteien zur Parti pour la démocratie et le progrès. Ihren heutigen Namen erhielt der CDP auf dem Parteikongress vom 5. Februar 1996. Offiziell handelte es sich bei diesem Kongress um einen Gründungskongress einer neuen Partei, die aus der Fusion von 13 verschiedenen Parteien hervorging. Tatsächlich dominierte aber die alte ODP/MT auf so eklatante Weise, dass nicht von einer Fusion, sondern vielmehr von Beitritten verschiedener Kleinparteien zu einer großen Partei gesprochen werden kann.
Der CDP dominierte bis 2014 die burkinische Politik; er verfügte über die absolute Mehrheit im Parlament und stellte den Präsidenten (Blaise Compaoré) und den Premierminister (Luc-Adolphe Tiao).

## Aktuelle Situation und Stärke der Partei

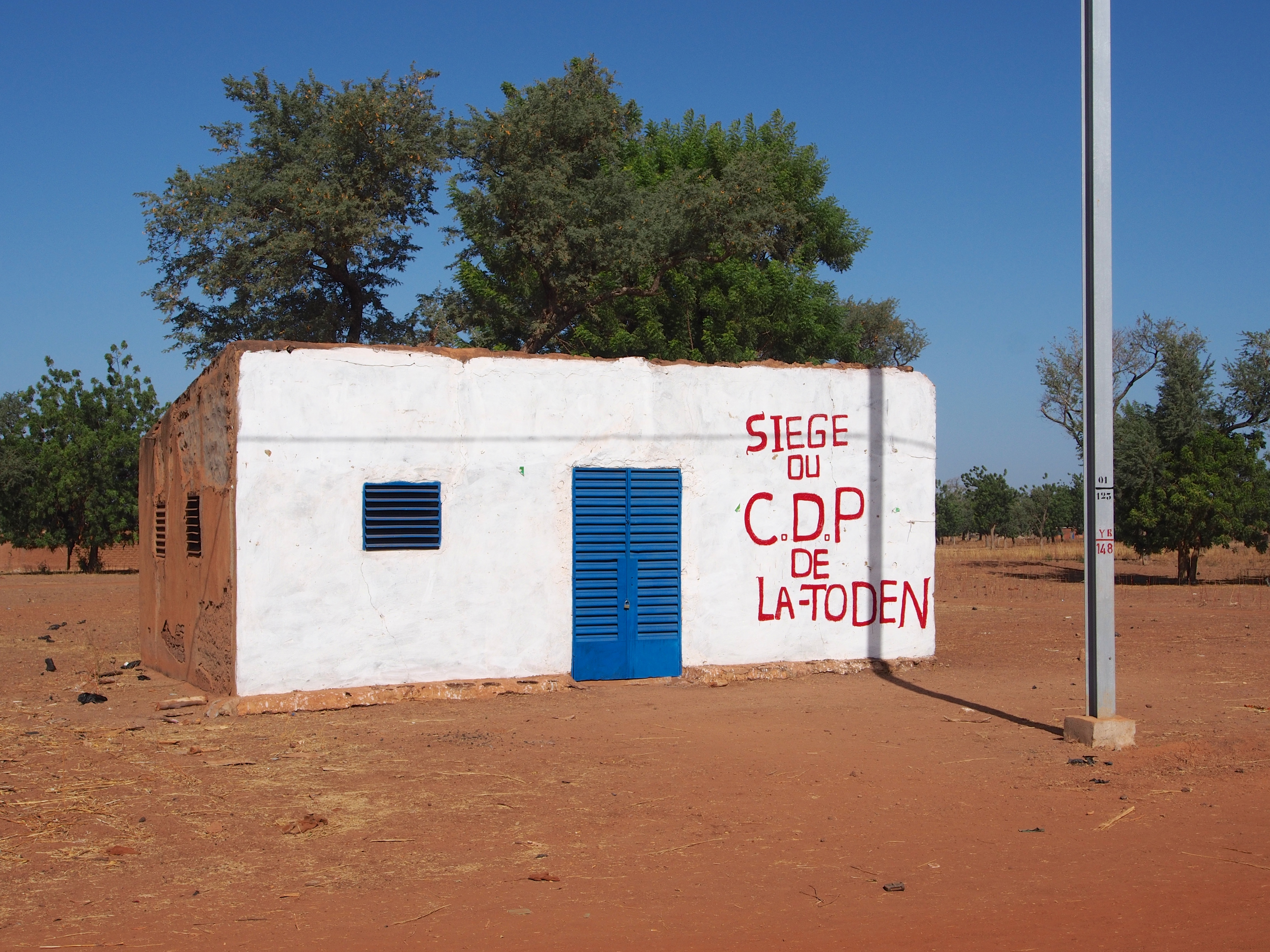
Der CDP ist auch in den Gemeinden präsent: Der Sitz der Ortspartei von La-Todin

In der Legislaturperiode 2007–2012 verfügte der CDP über 72 von 111 Sitzen (knapp 65 %). Bei den kombinierten Parlaments- und Gemeindewahlen vom 2. Dezember 2012 konnte der CDP seine starke Stellung behaupten, obwohl er anteilsmäßig Sitze verloren hat. Er stellte noch 70 von 127 Abgeordneten in der Nationalversammlung Burkina Fasos, was einem Sitzanteil von rund 55 % entspricht. Ebenfalls erfolgreich war der CDP in den Gemeindewahlen 2012: 12'340 von insgesamt 18'645 Gemeinderäten gehörten dem CDP an, was einem Anteil von rund 66 %.
2014 spaltete sich ein Teil der Partei ab und gründete das Mouvement du peuple pour le progrès (MPP). Neben anderen wichtigen Parteiexponenten verließ damals auch Roch Marc Kaboré, der damalige Parteivorsitzende und heutige Staatspräsident, den CDP. Bei der Wahl 2015, der ersten Wahl nach dem Sturz Compaorés im Oktober 2014, erreichte die Partei nur noch 13,2 % der Stimmen, bei der Wahl 2020 13,27 %.